# Castell de Montornès (la Pobla de Montornès)
El castell de Montornès o de Puigperdiguers és al costat de l'ermita de la Mare de Déu de Montornès. Són al cim d'un turó a gairebé un km de la Pobla de Montornès.

## Història
El lloc és esmentat l'any 1066 en una donació per la qual el comte de Barcelona, Ramon Berenguer I, i la seva esposa Almodis donaren a Ramon Transunyer i a la seva muller Rotlenda i a llur descendència el puig anomenat Puigperdiguers, amb l'obligació de construir-hi una fortalesa. L'indret que segons A Virgili constituïa un castell termenat, fou anomenat posteriorment Montornès i fou l'origen del municipi de la Pobla de Montornès. L'any 1099 Ramon Transunyer en vengué els drets a Berenguer de Rajadell i el 1173 un fill o net de l'anterior, Ponç de Rajadell va vendre el "castrum quod vocatur Montem Tornes" al cenobi de Santes Creus que arribà a posseir pràcticament tot el terme de Montornès.
El 1259, l'abat Berenguer Aimeric atorgà una carta de poblament als habitants d'aquest assentament. Durant molt temps, Montornès fou una granja del monestir que hi nomenà un majoral administrador. En el fogatjament de 1365-70, s'hi comptaven 37 focs. L'any 1391 el monestir comprà al monarca Joan I la jurisdicció civil i criminal i Montornès restà en poder de Santes Creus fins a l'extinció de les senyories. D'ençà d'aquest segle xv el castell anà entrant en declivi fins al segle xix en què va restar del tot abandonat, quedant destruït durant les Guerres Carlines.

## Arquitectura
Les restes són força escasses. Hi ha dos elements: un recinte gran i una construcció massissa a l'angle sud-oest del clos de muralles. La construcció massissa fa 2,2 m d'ample i 5,1 m de llarg. Es conserva en una alçada de 5 m i ha estat consolidada. La muralla és de planta gairebé quadrada amb els quatre costats d'uns 30 m de llarg i un gruix de 90 cm. En alguns sectors té una alçada de 3 m. Els murs són fets de filades de pedres sense treballar. És difícil d'establir la datació d'aquestes construccions. El recinte de planta quadrada es devia fer cap al segle xiii. La construcció massissa sembla coetània però amb alguns trets probablement més primitius. També és difícil d'esbrinar quina era la seva funció.